# Cécile Rol-Tanguy

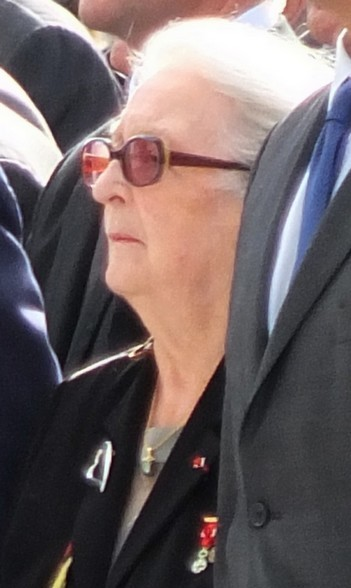
Cécile Rol-Tanguy (2012)

Cécile Rol-Tanguy (* 10. April 1919 in Royan als Cécile Le Bihan; † 8. Mai 2020 in Monteaux) war eine französische Résistancekämpferin, kommunistische Aktivistin und Feministin.

## Leben

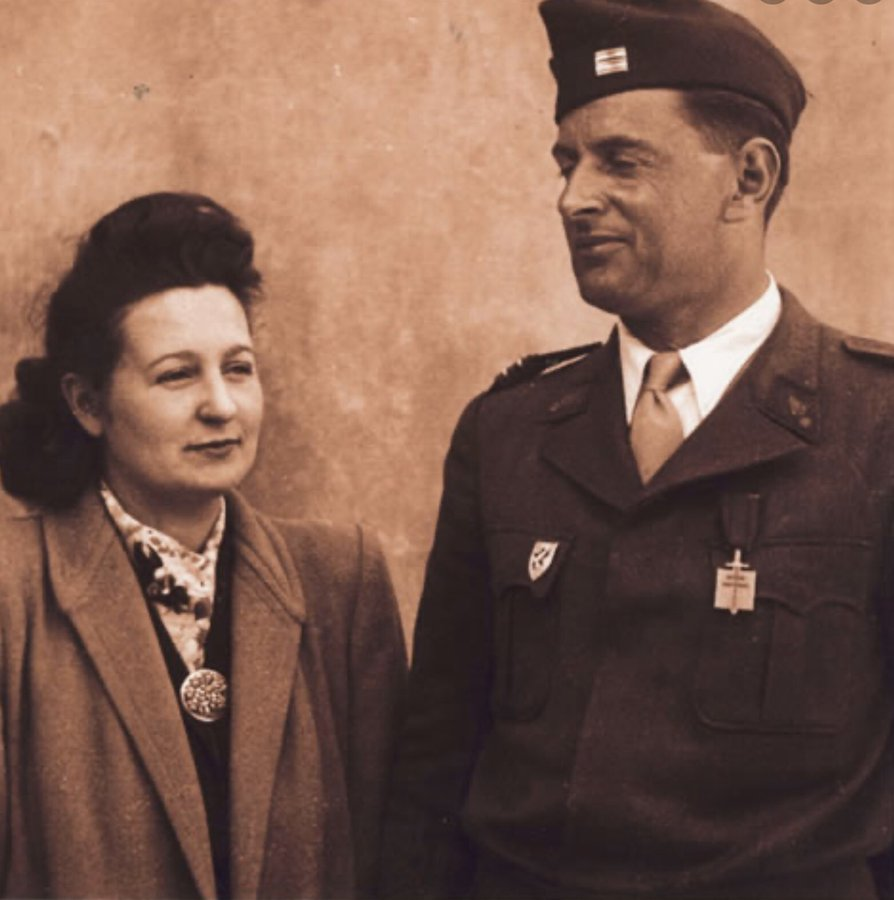
Cécile Rol-Tanguy mit ihrem Mann

Cécile Le Bihan war die Tochter eines Elektrikers, der zunächst Mitglied der SFIO und ab 1920 der Kommunistischen Partei (PCF) war. Mit 16 Jahren ging sie von der Schule und absolvierte eine Ausbildung als Stenotypistin. 1936 begann sie bei der Gewerkschaft CGT zu arbeiten und engagierte sich in der Union des jeunes filles de France. In den 1930er Jahren lernte sie ihren späteren Mann Henri Rol-Tanguy kennen, der zu dieser Zeit Sekretär der Pariser Metallarbeitergewerkschaft war. Auch sie wurde Mitglied der Metallarbeitergewerkschaft und der PCF. Als er nach Spanien reiste, um in den Internationalen Brigaden am Spanischen Bürgerkrieg teilzunehmen, übernahm Cécile für ihn die „Kriegspatenschaft“. Nachdem er verletzt zurückgekehrt war, heirateten beide im April 1939.
Nach der deutschen Besetzung Frankreichs durch die Wehrmacht gingen beide im Juli 1940 in den Untergrund. Als seine Verbindungsfrau unter falschem Namen lieferte sie ihm Nachrichten, aber auch Revolver und Zündschnüre im Kinderwagen ihrer jüngsten Tochter. 1944 nahm sie im Stab der Französischen Streitkräfte im Inneren (FFI) an der Befreiung von Paris teil. Am 19. August 1944 verfasste sie mit ihrem Mann den Aufruf zum Aufstand der Pariserinnen und Pariser. Am 26. August 1944 war Rol-Tanguy die einzige Frau bei dem von General Charles de Gaulle organisierten Empfang zum Dank an die Anführer der Pariser Résistance. 
Nach der Befreiung setzte Cécile ihr Engagement fort. Bis ins hohe Alter war sie als Zeitzeugin in Schulen unterwegs. Sie starb mit 101 Jahren am 8. Mai 2020, dem Tag der Befreiung.
Das Paar hatte vier Kinder. Ihr Sohn Jean Rol-Tanguy war Journalist und langjähriger Korrespondent der Humanité in der DDR. Ihre Tochter Claire Rol-Tanguy (geb. 1946) ist die Generalsekretärin des französischen Vereins Freunde der Kämpfer im republikanischen Spanien (ACER).

## Auszeichnungen
- Großoffizier der Ehrenlegion

## Fernsehdokumentation
- Patrick Barbéris: Cécile Rol-Tanguy, eine Kämpferin für die Freiheit